# Kazichene Cove
Die Kazichene Cove (englisch; bulgarisch залив Казичене saliw Kasitschene) ist eine 2,2 km breite und 1,3 m lange Bucht an der Nordwestküste von Low Island im Archipel der Südlichen Shetlandinseln. Sie liegt zwischen dem Fernandez Point und dem Solnik Point.
Die bulgarische Kommission für Antarktische Geographische Namen benannte sie 2009 nach dem der Ortschaft Kasitschene im Westen Bulgariens.